# You And I (中西圭三の曲)
「You And I」（ユー・アンド・アイ）は、中西圭三の8枚目のシングル。

## タイアップ
「You And I」は三貴「カメリアダイヤモンド」CMソング。

## 収録曲
全曲　作曲：中西圭三・小西貴雄
1. You And I
  - 作詞：売野雅勇／編曲：小西貴雄
2. Shake!
  - 作詞：佐藤ありす／編曲：中村哲